# 維利內 (諾夫霍羅德-錫韋爾斯基區)
51°35′28″N 33°2′2″E / 51.59111°N 33.03389°E

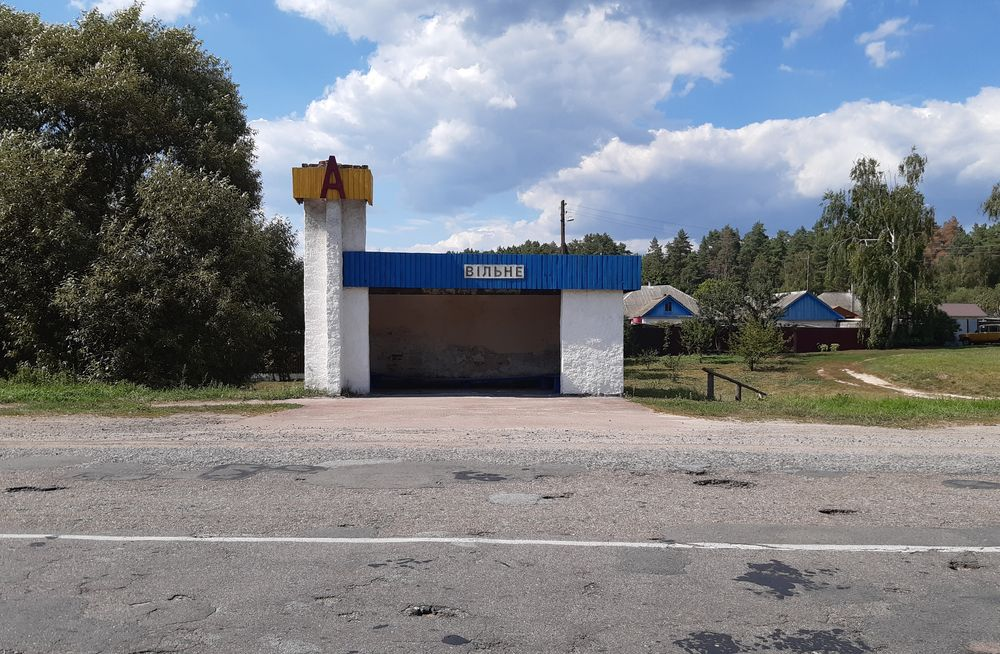
公交车站

維利内（烏克蘭語：Вільне），是烏克蘭北部切爾尼希夫州诺夫霍罗德-锡韦尔斯基区科罗普市镇的村落。面積3.32平方公里，海拔高度122米，2001年人口380，人口密度每平方公里114.5人。